# SEGPHOS

SEGPHOSの構造式

SEGPHOS（セグフォス、IUPAC名:5,5'-ビス(ジフェニルホスフィノ)－4,4'-ビ-1,3-ベンゾジオキソール）は、不斉合成に用いられる光学活性な配位子。